# مادر ترزا
اگنس غنچه بویاجیو Agnes Gonxha Bojaxhiu معروف به مادر ترزا (به انگلیسی: Mother Teresa) (زاده ۲۶ اوت ۱۹۱۰ در اسکوپیه امپراتوری عثمانی – درگذشته ۵ سپتامبر ۱۹۹۷) راهبهٔ کاتولیک آلبانیایی و تأسیس‌کنندهٔ جمعیت مبلغان خیریه در هند بود. وی در سال ۱۹۲۸ به هندوستان رفت و به گروه "tas" پیوست. به‌خاطر ارادتی که به "ترزا اهل آویلا"، راهبهٔ اسپانیایی و بنیانگذار یکی از جریانهای رهبانیت و خدمات خیرخواهانه بود، نام ترزا را برای خود برگزید. در سال ۱۹۴۸ صومعه را ترک کرد تا پرستاری بیاموزد.
مادر ترزا به خاطر خدمات انسان‌دوستانه‌اش در سال ۱۹۷۹، جایزه صلح نوبل را به خود اختصاص داد و در سال ۲۰۰۳ از طرف پاپ ژان پل دوم آمرزیده شناخته شد. پاپ فرانسیس رهبر کاتولیک‌های جهان مادر ترزا را رسماً در روز چهارم سپتامبر ۲۰۱۶ قدیس اعلام کرد.

## زندگی
اگنس غنچه بویاجیو به سالِ ۱۹۱۰ متولّد گشت. او کوچکترین فرد خانواده‌اش بود. پدرش که در مسائل سیاسی آلبانی درگیر بود در ۱۹۱۹ یعنی زمانی که او ۹ سال داشت درگذشت. پس از مرگ پدر، مادرش او را بر اساس تعالیم کلیسای کاتولیک آموزش داد. اگنس از همان ابتدا مجذوب داستان‌هایی در مورد زندگی مبلغین و خدمات آن‌ها بود. در دوازده سالگی متقاعد شده بود که باید عمر خود را صرف یک زندگی معنوی بکند. در ۱۸ سالگی خانه را ترک و به عضویت گروه خواهران لورتو درآمد و دیگر هرگز مادر و خواهرش را ندید.
آگنس در ابتدا برای یادگیری زبان انگلیسی به لورتو ابی در راتفارنهام ایرلند رفت. زیرا خواهران لورتو از زبان انگلیسی برای آموزش به کودکان در هند استفاده می‌کردند. او در سال ۱۹۲۹ وارد هند شد و مراحل کارآموزی خود را در دارجلینگ آغاز کرد. او در ۲۴ می۱۹۳۱ به عنوان یک راهبه قسم یاد کرد و نام ترزا را از ترزا اهل آویلاً، راهبهٔ اسپانیایی و بنیانگذار یکی از جریان‌های رهبانیت و خدمات خیرخواهانه داشت برای خود برگزید. او مراسم قسم خود را به عنوان راهبه به صورت رسمی در ۱۴ می ۱۹۳۷ هنگامی که به عنوان معلم در یکی از مدرسه‌های صومعهٔ لورتو در شرق کلکته مشغول به تدریس بود به جای آورد. هر چند که ترزا از آموزش دادن لذت می‌برد اما فقر گستردهٔ حاکم بر کلکته به شدت او را آزار می‌داد.

## امور خیریه
در دهم سپتامبر ۱۹۴۶ ترزا چیزی را هنگام سفر به دیر لورنتو در دارجلینگ تجربه کرد که آن را «ندایی در درون ندا» خواند. ترزا می‌گوید: من می‌خواستم دیر را ترک کنم و به مردم فقیر در حالی که در میان آن‌ها زندگی می‌کنیم کمک کنم. این یک وظیفه بود.
ترزا کار مُبَلِغی خود را در سال ۱۹۴۸ با به تن کردن ردایی با خط‌های آبی شروع کرد. او شهروندی هند را دریافت نمود و به زندگی در میان فقرا روی آورد. در ابتدا به تدریس در مدرسه موتجهیل پرداخت و سپس به پرستاری از افراد بینوا و قحطی زده روی آورد. کارها و تلاش‌های او خیلی زود توجه مقامات رسمی زیادی از جمله نخست‌وزیر هند را به خود جلب کرد.
ترزا در خاطرات خود می‌نویسد که ۵ سال اول کار او مملو از دشواری‌ها و مشقات زیادی بوده‌است. او درآمدی نداشت و از حامی‌ای برای دریافت غذا و مایحتاج برخوردار نبود. ترزا در این مدت دچار احساس تنهایی و شک و تردید و وسوسه‌ای برای بازگشت به زندگی نسبتاً آسوده در دیر شد.

## امور خیریه در سطح جهانی

مادر ترزا در کنار ریگان رئیس‌جمهور وقت ایالات متحده و همسرش

در سال ۱۹۸۲ مادر ترزا در اوج محاصره بیروت توانست ۳۷ کودک را که در بیمارستان خط مقدم گرفتار شده بودند با آتش‌بسی موقت میان ارتش اسرائیل و چریک‌های فلسطینی نجات دهد. وی همراه با کارکنان کمیته بین‌المللی صلیب سرخ به آن منطقه سفر کرد و توانست کودکان بیمار را نجات بخشد.
در اواخر دههٔ ۱۹۸۰ میلادی با بازتر شدن فضا در کشورهای اروپای شرقی، که قبلاً به خاطر کمونیست مبلغان مذهبی را رد کرده بودند وی تلاش‌هایش را معطوف به گسترش مذهب در این کشورها کرد. او با موضعی محکم با مخالفت در برابر سقط جنین و طلاق پرداخت و شعارش این بود که: «مهم نیست آن‌ها چه می‌گویند، شما باید آن‌ها را با لبخند و کار خود تغییر دهید.»
مادر ترزا برای همکاری و کمک به نقاط مختلف سفر می‌کرد. از جمله برای مبارزه با گرسنگی به اتیوپی، در فاجعه چرنوبیل برای کمک به آسیب دیدگان پرتوهای هسته‌ای و کمک به قربانیان زمین‌لرزه ۱۹۸۸ ارمنستان به این مناطق سفر کرد. در سال ۱۹۹۱ در اولین بازگشت به وطنش خانه خیریهٔ برادران مبلغ را در تیرانای آلبانی تأسیس کرد.
تا سال ۱۹۹۶ او ۵۱۷ مأموریت را در بیش از ۱۰۰ کشور جهان انجام داده بود.

## بیماری و درگذشت

تندیس مادر ترزا در کوزوو

ترزا در سال ۱۹۸۳ در رم هنگامی که قصد دیدار با پاپ را داشت دچار یک سکته قلبی شد. پس از دومین حمله قلبی وی یک ضربان‌ساز دریافت نمود. در ۱۹۹۱ پس از جدال با بیماری سینه‌پهلو در مکزیک او دچار مشکلات قلبی بیشتر شد. به او پیشنهاد شد تا از مقام خود به عنوان مدیر امور خیریه کناره‌گیری کند. اما راهبه‌های گروه‌های مذهبی در جلسه‌ای سری رای به باقی‌ماندن او در سمت خود دادند. مادر ترزا تصمیم آنان را مبنی بر باقی‌ماندن در سمت خود پذیرفت.
در آوریل ۱۹۹۶ مادر ترزا در سانحه‌ای به زمین‌خورد و استخوان ترقوه اش شکست. در ماه اگوست همان سال او به بیماری مالاریا دچار شد و بطن چپ قلب خود را از دست داد. با وجود عمل قلب واضح بود که وضع جسمانی وی رو به وخامت گذارد. هنگامی که بیماری او شدت گرفت و مجبور به بستری شد در خواست نمود تا همانند بقیه مردم عادی در بیمارستانی در کالیفرنیا مورد معالجه قرار گیرد.
اسقف اعظم کلکته به کشیشان دستور داد تا بر روی مادر ترزا مراسم جن‌گیری انجام گیرد زیرا که تصور می‌کرد او مورد حمله شیطان قرار گرفته‌است.
مادر ترزا در ۱۳ مارس ۱۹۹۷ از مقام خود استعفا کرد و در ۵ سپتامبر همان سال زندگی را بدرود گفت.
هنگام مرگ امور خیریه دارای بیش از چهار هزار راهبه و در ۱۲۳ کشور جهان مبلغ داشت. دولت هند به منظور قدردانی از زحمات مادر ترزا برای او مراسم رسمی ویژه‌ای به عمل آورد.

## معجزات و معرفی به عنوان قدیس
پس از مرگ مادر ترزا واتیکان تحقیقات خود را در رابطه با قدیس بودن او آغاز کرد. در سال ۲۰۰۲ واتیکان شفا یافتن زنی هندی را که توموری در شکم خود داشت و با نگاه کردن به عکس ترزا بر روی یک یادگاری بهبود یافته بود را به عنوان معجزه به رسمیت شناخت. مونیکا بسرا زن شفا یافته در این رابطه می‌گوید که پرتوهایی از نور از سمت نگاره مادر ترزا، تومور سرطانی وی را درمان نمود. هرچند شوهر او و منابع بیمارستانی اصرار داشتند که معالجات پزشکی او را شفا داده‌است. نقدها و صحبت‌های زیادی پیرامون این امر شده‌است دکتر رانجان مصطفی در این رابطه به نیویورک تایمز گفت که در واقع کیست برسا سرطانی نبوده‌است. علاوه بر این او به مدت تقریباً یک سال تحت درمان بوده‌است و این نمی‌تواند یک معجزه باشد. اما پاپ فرانسیس، رهبر کاتولیک‌های جهان مادر ترزا را در روز چهارم سپتامبر ۲۰۱۶ رسماً قدیس اعلام کرد.

## انتقادات
با وجود نگرش مثبت بیشتر افراد به عملکرد مادر ترزا، برخی چون کریستوفر هیچنز و آروپ چترجی (پزشک هندی‌تبار زاده کلکته و مقیم لندن) دیدگاهی متفاوت نسبت به او دارند. هیچنز در سال ۱۹۹۵ میلادی کتابی بنام مقام تبلیغ گری: مادر ترزا در فرضیه و عمل نوشت و در آن کتاب به انتقاد شدید از مادر ترزا پرداخت. او پیش از آن نیز در برنامه مستندی بنام فرشته دوزخ (محصول سال ۱۹۹۴) که از کانال ۴ انگلیس پخش گردید به انتقاد از عملکرد مادر ترزا پرداخته بود.
از جمله انتقادات هیچنز می‌توان به ارائه خدمات ناکافی و نادرست به بیماران بستری در مرکز خیریه مادر ترزا در کلکته اشاره کرد. او در کتاب خود به گزارش دکتر رابین فاکس در مورد استانداردهای درمانی در مرکز خیریه کلکته اشاره می‌کند. دکتر رابین فاکس یکی از ویراستاران مجله معتبر پزشکی لانست است و گزارش او در سپتامبر سال ۱۹۹۴ میلادی در مجله لنست منتشر گردید. در بخشی از گزارش، دکتر فاکس اشاره می‌کند: "مرد جوانی با وضعیتی نابسامان در مرکز پذیرفته شده بود. او از تب بالایی رنج می‌برد. داروهای تجویز شده برای وی تتراسایکلین و استامینوفن بودند. مدتی بعد یک پزشک داوطلب در معاینه خود با تشخیص احتمالی مالاریا، داروهای بیمار را به کلروکین تغییر داد. آیا کسی نمی‌توانست برای تشخیص درست نگاهی به نمونه خون بیمار بیندازد؟ آنگونه که به من گفته شد در آن جا به ندرت اجازه هرگونه ارزیابی داده می‌شد. آیا خواهران روحانی نمی‌توانستند از یک الگوریتم ساده برای افتراق بیماری‌های درمان پذیر و بیماری‌های درمان ناپذیر بهره برند؟ پاسخ باز هم منفی است. مادر ترزا دخالت الهی را به هرگونه برنامه‌ریزی ترجیح می‌داد. اصول وی برای مقابله با هرگونه پیشروی به سوی ماده‌گرایی طراحی شده بودند. در مستند فرشته دوزخ یکی از داوطلبان بنام مری لودن که مدتی در مرکز خیریه کلکته مشغول به خدمت داوطلبانه بوده‌است از استفاده مکرر سرسوزن‌ها و سرنگ‌ها دچار حیرت گردیده بود. هنگامی که وی دلیل این که چرا خواهران روحانی بدون ضدعفونی کردن، تنها به آب کشیدن سوزن‌ها بسنده می‌کنند را جویا شد یکی از خواهران روحانی به او پاسخ داد که شستن کافی است و نه دلیلی و نه زمانی برای ضد عفونی کردن وجود ندارد.
کریستوفر هیچنز ذکر می‌کند که مادر ترزا به جای استفاده کردن از صدقات در جهت کاهش فقر و بهبود شرایط مراکز نگهداری بیماران در حال مرگ، آن پول‌ها را برای باز گشایی صومعه‌های تازه و گسترش فعالیت‌های تبلیغی اش بکار می‌گرفت. از دیگر اشکالاتی که بر مادر ترزا گرفته می‌شود دریافت پول از افرادی مستبد (چون خانواده دوالیه دیکتاتور هائیتی) و فاسد (چون چارلز کیتینگ، محکوم به فساد شدید مالی) بود. مادر ترزا مبلغ ۱٫۴ میلیون دلار صدقه از چارلز کیتینگ دریافت و پیش و پس از دستگیری کیتینگ به حمایت از وی ادامه داد. پل ترولی دادیار منطقه‌ای لس آنجلس، در نامه‌ای به مادر ترزا، از وی برگرداندن مبلغ صدقه دریافتی از کیتینگ را در خواست کرد. دلیل وی استرداد پول سرقت شده از سوی کیتینگ به صاحبان اصلی آن (که برخی خود بسیار فقیر بودند) ذکر شد. ترولی هرگز پاسخی دریافت نکرد و پول صدقه داده شده هرگز به صاحبان اصلی اش بازنگشت.